# Django (film, 2017)
Pour les articles homonymes, voir Django.
Pour plus de détails, voir Fiche technique et Distribution.
Django est un film biographique français réalisé par Étienne Comar, sorti en 2017. C'est une adaptation du roman Folles de Django d'Alexis Salatko, sur le guitariste de jazz Django Reinhardt.

## Synopsis
En novembre 1943, alors que la France est intégralement occupée par l'Armée allemande, des Tsiganes installés dans une forêt des Ardennes sont attaqués par les Allemands et massacrés. Parmi les morts se trouve un vieux chanteur (dont on apprend plus tard que Django Reinhardt aimait l'écouter dans son enfance).
À Paris, Django, devenu un guitariste de jazz qui connaît un grand succès, est invité par les autorités allemandes à aller faire une tournée en Allemagne (moyennant quelques restrictions sur ce qu'il pourra jouer). Sur le plan personnel, il est partagé entre son épouse tsigane, Naguine, et son amie, Louise, qui a ses entrées chez les Allemands, mais qui, au courant de l'affaire des Ardennes, l'incite à ne pas aller en Allemagne et à essayer de quitter la France. Elle s'adresse à Naguine pour qu'elle convainque Django. Un plan de passage en Suisse est établi pour lui et sa famille.
Mais arrivé en Haute-Savoie, ils se trouvent bloqué à Thonon-les-Bains,,. Là, il découvre les dures conditions que les autorités françaises et allemandes imposent aux tsiganes, alors que jusqu'à ce moment, il a été un musicien sans préoccupations politiques.

## Fiche technique
Sauf indication contraire, les informations mentionnées dans cette section peuvent être confirmées par les bases de données cinématographiques IMDb et Allociné,  présentes dans la section « Liens externes ».
- Titre original : Django
- Réalisation : Étienne Comar
- Scénario : Étienne Comar et Alexis Salatko, d'après le roman Folles de Django d'Alexis Salatko
- Musique : Warren Ellis et Django Reinhardt[6]
- Décors : Olivier Radot
- Costumes : Pascaline Chavanne
- Photographie : Christophe Beaucarne
- Son : Stéphane Thiébaut, Vincent Guillon, Jorge García Bastidas, Cyril Moisson, Bernadette Dupont
- Montage : Monica Coleman
- Production : Olivier Delbosc, Marc Missonnier, Romain Le Grand, Vivien Aslanian et Ardavan Safaee[6]
- Production déléguée : Christine De Jekel
- Production associée : Emilien Bignon
- Coproduction : Étienne Comar
- Sociétés de production[7] : Fidélité Productions, en coproduction avec Arches Films, Moana Films, Curiosa Films, Pathé Films, France 2 Cinéma et Rhône-Alpes Cinéma, avec la participation de Canal+, Ciné+, France Télévisions et la région Auvergne-Rhône-Alpes, avec le soutien de la région Île-de-France et du CNC
- Sociétés de distribution[8] : Pathé Distribution (France) ; Cinemien BE (Belgique) ; Sphère Films (Québec) ; Pathé Films AG (Suisse romande)
- Budget : 8 804 249 €[9]
- Pays de production :  France
- Langues originales : français, allemand, anglais, sinté-manouche
- Format[10] : couleur - DCP Digital Cinema Package - 2,35:1 (Cinémascope)
- Genre : biopic, musical, drame
- Durée : 117 minutes
- Dates de sortie[11] :
  - France, Suisse romande : 26 avril 2017[12]
  - Belgique : 10 mai 2017[13]
  - Québec : 7 juillet 2017[14]
- Classification[15] :
  - France : tous publics[16]
  - Belgique : tous publics (Alle Leeftijden)[13]
  - Suisse romande : interdit aux moins de 12 ans[17]
  - Québec : tous publics (G - General Rating)[14]

## Distribution
- Reda Kateb : Django Reinhardt
- Cécile de France : Louise de Klerk, amie de Django
- Beáta Palya : Naguine, épouse de Django
- Bimbam Merstein : Négros, mère de Django
- Johnny Montreuil : Joseph Reinhardt, dit « Nin-Nin », frère de Django
- Gabriel Mirété : La Plume
- Vincent Frade : Tamtam
- Raphaël Dever : Louis Vola
- Patrick Mille : Charles Delaunay
- Àlex Brendemühl : Hans Biber
- Ulrich Brandhoff : lieutenant Hammerstein, en poste à Thonon
- Jan Henrik Stahlberg (de) : Dietrich, dit « Doctor Jazz », en poste à Paris
- Pierre-Marie Schneider : le chef de la Gestapo[Où ?]
- Antoine Laurent : le chef de la Résistance
- Hugues Jourdain : Rossignol, correspondant de Louise à Thonon, chargé d'héberger et de faire passer les Reinhardt
- Hono Winterstein : Toto Hoffman
- Aloïse Sauvage : une résistante
- Esther Comar : Stella
- Maximilien Poullein : le soldat Billard
- Rocky Gresset : l'ami de Django

## Production

### Genèse et développement

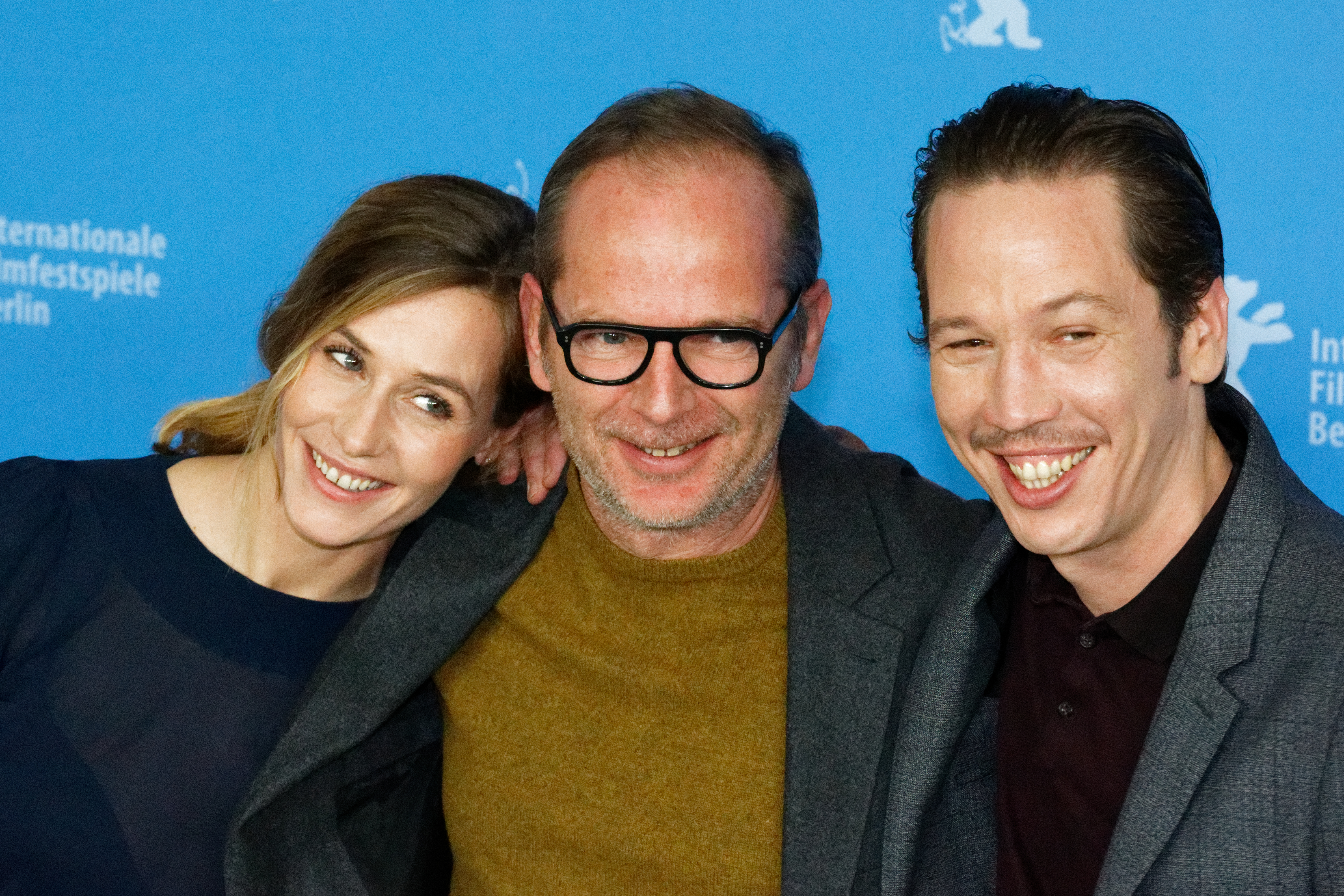
Cécile de France, Étienne Comar et Reda Kateb pour la présentation du film à la Berlinale 2017.

Le scénario est adapté du roman Folles de Django d'Alexis Salatko, paru en août 2013 soit 60 ans après la mort de l'artiste. Le scénario émane de l'auteur du roman ainsi que d'Étienne Comar. Habituellement producteur, ce dernier signe par ailleurs son premier long métrage comme réalisateur. Il a également collaboré étroitement avec David Reinhardt, le petit-fils de Django. Le film a tout d'abord été intitulé Django Melodies et Swing 44, avant d'être rebaptisé simplement Django.

### Attribution des rôles
Reda Kateb est annoncé dans le rôle principal dès le début de 2016,.
À l'exception du rôle de Django, tous les rôles de Tsiganes sont tenus par des membres de la communauté manouche de Forbach.

### Tournage
Le tournage a eu lieu notamment à Aix-les-Bains en Savoie, mais aussi près du lac Léman à Thonon-les-Bains,.

### Musique
Les parties musicales sont interprétées par le groupe de jazz manouche Rosenberg trio (les parties au  violon sont jouées par Costel Nitescu, et l'harmonica chromatique par Laurent Maur). Les doublures du jeu de mains sont réalisées par Christophe Lartilleux.
Le film évoque comment Django Reinhardt, lors de son séjour à Thonon-les-Bains, fut initié par un curé à l'orgue. Il compose alors une messe funèbre sur cet instrument accompagné d'un chœur, qu'il dédie à la mémoire des tsiganes victimes des persécutions durant la guerre. Cette musique exceptionnelle car sortant de son répertoire habituel de jazz manouche, intitulée Requiem à mes frères tsiganes, ne fut jouée, comme l'explique le générique de fin du film, qu'une seule fois à la Libération à l’Institut des jeunes aveugles de Paris, puis la partition fut en grande partie perdue ; ne subsistent plus que quelques bribes totalisant une quarantaine de secondes. Ce Dies iræ tombé depuis dans l'oubli, est pour les besoins du film reconstitué et parachevé par Warren Ellis avec l’assistance de David Reinhardt (petit-fils de Django), et est joué comme générique de fin.

## Distinctions

### Nominations et sélections
Entre 2017 et 2018, le film est sélectionné 14 fois dans diverses catégories,, notamment :
- Berlinale 2017[25],[26] : sélection officielle en compétition, film d'ouverture

### Récompenses
- Festival du film de Cabourg 2017 : Swann d'or du meilleur acteur pour Reda Kateb
- Festival du film de Philadelphie 2017 : prix Archie du meilleur premier long métrage pour Étienne Comar
- César 2018 : meilleur acteur pour Reda Kateb
- Lumières de la presse étrangère 2018 : meilleur acteur pour Reda Kateb

## La question de la fidélité historique du film
Le personnage de Louise de Klerk est librement inspiré de la résistante Maggie Kuipers, redécouverte par Alexis Salatko. Assez librement pour que son rôle au côté de Django soit contesté.[pas clair]
Les séquences à Thonon-les-Bains fusionnent deux épisodes réels : en 1939, Django a charché sans succès à passer en Suisse[pourquoi ?] par Thonon ; il fait une nouvelle tentative en 1943, également infructueuse. Sur ce point, le film n'est pas fidèle non plus, car il laisse entendre qu'il franchit la frontière (après avoir laissé en France son épouse et sa mère), mais en réalité les garde-frontières suisses l'ont arrêté et obligé à rentrer à Paris[réf. nécessaire].